# Stung Treng (Stadt)

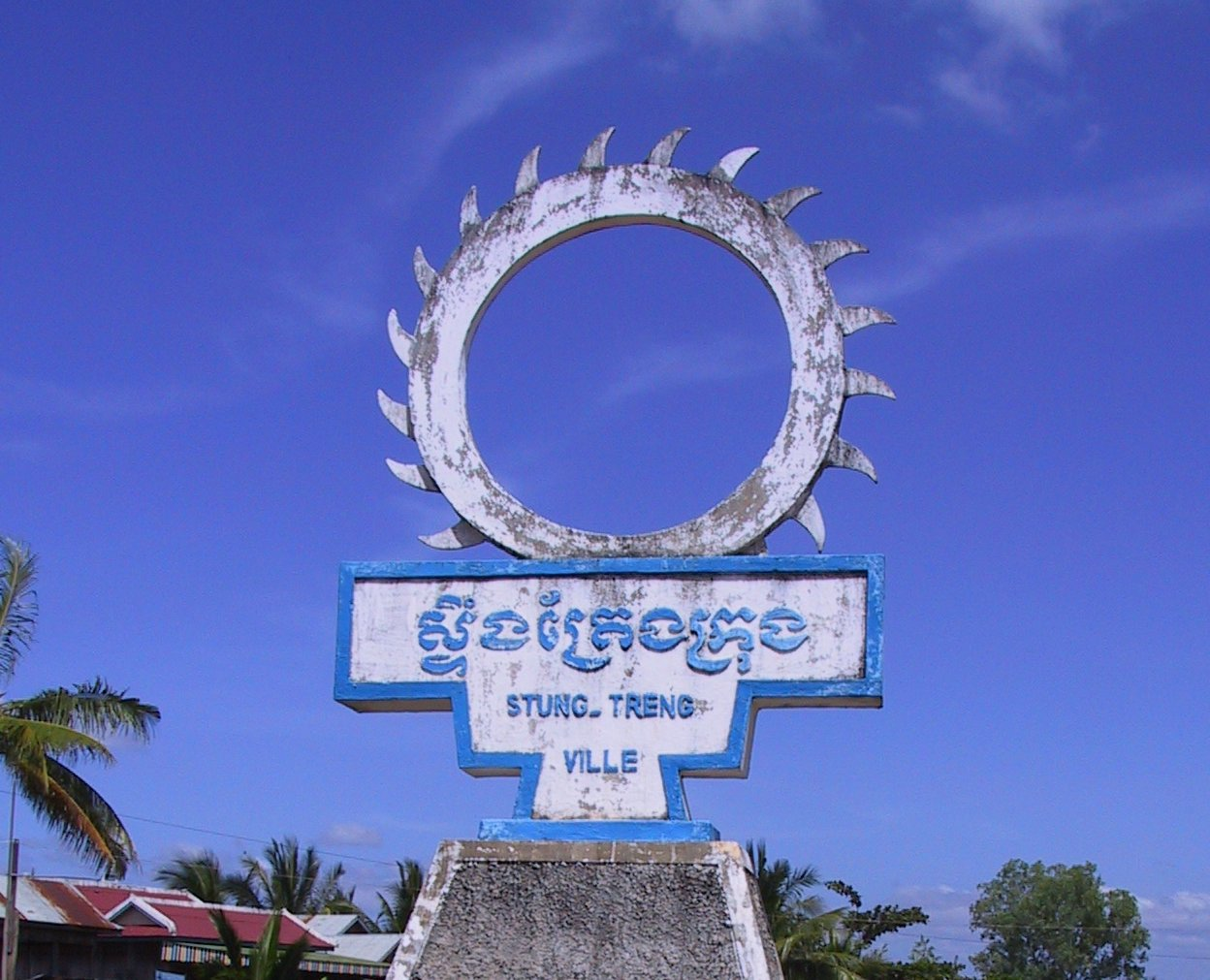
Schild am Ortseingang

Stung Treng (Khmer ស្ទឹងត្រែង, Umschrift: Stœ̆ng Trêng) ist die Hauptstadt der gleichnamigen Provinz Stung Treng im Nordosten Kambodschas innerhalb des gleichnamigen Bezirks. Die Stadt liegt am Südufer des Flusses Tonlé San (Sesan), etwa einen Kilometer vor seiner Mündung in den Mekong, und hat 29.665 Einwohner (Berechnung 2009).